# Дјетрик
Дјетрик (слч. Detrík) насељено је мјесто са административним статусом сеоске општине (слч. obec) у округу Вранов на Топлој, у Прешовском крају, Словачка Република.

## Становништво
| Година:    | 1994. | 2004.    | 2014.   | 2024.   |
| ---------- | ----- | -------- | ------- | ------- |
| Број људи: | 59    | 51       | 52      | 49      |
| Разлика:   |       | -13,55 % | +1,96 % | -5,76 % |

| Година:    | 2023. | 2024.   |
| ---------- | ----- | ------- |
| Број људи: | 51    | 49      |
| Разлика:   |       | -3,92 % |

Према подацима о броју становника из 2024. године насеље је имало 49 становника.